# 天津市蓟州区人民医院
天津市蓟州区人民医院，位于天津市蓟州区南环路18号，是一家三级甲等综合医院。2021年4月9日，天津市蓟州区人民医院成立肿瘤综合诊疗中心。